# Đội tuyển bóng đá nữ quốc gia Quần đảo Bắc Mariana
Đội tuyển bóng đá nữ quốc gia Quần đảo Bắc Mariana (tiếng Anh: Northern Mariana Islands women's national football team) là đội tuyển bóng đá nữ quốc tế của Thịnh vượng chung Quần đảo Bắc Mariana, quản lý bởi Hiệp hội bóng đá Quần đảo Bắc Mariana.
Hiệp hội là một thành viên của Liên đoàn bóng đá Đông Á.